# Zé Grandão
Zé Grandão é um personagem fictício, do universo do Tio Remus. Foi utilizado no filme A Canção do Sul, tendo daí passado a integrar o Universo Disney em conjunto com a raposa João Honesto bem como às vezes em histórias de Lobão e Lobinho.
É um urso que em conjunto com João Honesto tenta sempre apanhar o Coelho Quincas, e sempre se dão mal.

## Nomes em outros idiomas
- Alemão: Gevatter Bär
- Búlgaro: Мецан
- Chinês: 熊 先生
- Dinamarquês: Gårdmand Bjørn
- Espanhol: Hermano Oso
- Finlandês: Veli Nalle
- Francês: Boniface
- Grego: Αρκούδος
- Holandês: Bruin Beer
- Inglês: Brer Bear
- Italiano: Compare Orso
- Norueguês: Bamse
- Polonês: Miś Farmer
- Russo: Братец Медведь
- Sérvio: Мишко
- Sueco: Bror Björn